# Lloyd Haft
Lloyd Lewis Haft (Wisconsin, 9 november 1946) is dichter, vertaler en sinoloog.
Haft is sinds 1968 woonachtig in Nederland. Als sinoloog was hij tot 2004 verbonden aan de Rijksuniversiteit Leiden. Hij vertaalde onder andere werk van Wallace Stevens, Hart Crane, en William Carlos Williams naar het Nederlands, en van Herman Gorter en Gerrit Kouwenaar naar het Engels.

## Prijzen
- 1994 - Jan Campert-prijs voor Atlantis
- 2004 - Ida Gerhardt Poëzieprijs voor Psalmen